# Рутхард от Майнц
Рутхард (на немски: Ruthard; † 2 май 1109) е от 1089 до 1109 г. архиепископ на Майнц. Той участва в свалянето на Хайнрих IV в полза на Хайнрих V.

## Произход и духовна кариера
Той произлиза от Тюрингия от фамилията на архиепископите на Майнц.
Рутхард влиза в бенедиктинския орден и ок. 1080 г. е абат на манастир „Св. Петър“ в Ерфурт. Чрез помощта на Хайнрих IV през 1089 г. е избран за архиепископ на Майнц.